# Kathrin Andrée
Kathrin Andrée (* 1948 in Oberlungwitz) ist eine deutsche Schlagersängerin.

## Leben
Bekannt wurde Andrée im Duo mit ihrem Ehemann Klaus Sommer als „Daisy und Ten“ und dann als „Kathrin und Klaus“. Später nahm sie als Solistin zahlreiche Schallplatten- und Rundfunktitel auf. In Unterhaltungssendungen des DDR-Fernsehens trat sie häufig auf. Nach der Wende blieben die Auftritte aus. Andrée schulte zur Bürokauffrau um. Im Berliner Raum ist sie wieder mit musikalischen Programmen unterwegs.

## Diskografie

### Singles
- 1967: Grüner Klee – weißer Schnee / Sternennacht, schöne Sternennacht (Daisy und Ten; Amiga)
- 1968: Wir passen gut zusammen / Feuerland (Kathrin und Klaus; Amiga)
- 1980: Ciao Mama / Laß die Rosen am Strauch (Amiga)
- 1988: Wer liebt, der lebt / Das Leben geht weiter / Perlen im Meer / Junge, dein Mädchen hat Sorgen (Amiga-Quartett-Single; Amiga)

### Lieder auf Kompilationen
- 1969: Kleines Boot auf Schlager im Ziel (Kathrin und Klaus; Amiga)
- 1973: Dann kommst du zu mir auf Box Nr. 5 (Amiga)
- 1975: Da waren alle Bäume grün auf Box Nr. 11 (Amiga)
- 1977: Da war die Liebe im Spiel auf Amiga-Box – Da war die Liebe im Spiel (Amiga)
- 1980: Ich seh’ das Meer auf Schlagersterne 1/1980 (Amiga)
- 1984: Nächte am Meer auf Schlagererfolge – Ich bleibe bei dir (Amiga)
- 1986: Liebeskummer lohnt sich nicht auf Wir wollen niemals auseinandergehn (Amiga)
- 2008: Ich seh’ das Meer auf Amiga Schlagererfolge der 70er & 80er Jahre (CD; Hansa/Amiga)